# شهرك شهيددستغيب (مقاطعة فيروزآباد)
شهرك شهيددستغيب (بالفارسية: شهرک شهیددستغیب) هي قرية تقع في قسم جايدشت الريفي في إيران. يقدر عدد سكانها بـ 957 نسمة بحسب إحصاء 2016.